# Nymphoides flaccida
Nymphoides flaccida är en vattenklöverväxtart som beskrevs av L. B. Smith. Nymphoides flaccida ingår i släktet sjögullssläktet, och familjen vattenklöverväxter. Inga underarter finns listade i Catalogue of Life.